# Camille Libar
Camille Libar (Dudelange, 27 dicembre 1917 – 10 ottobre 1991) è stato un allenatore di calcio e calciatore lussemburghese, di ruolo attaccante.

## Carriera
Nel 1948 fu capocannoniere della seconda divisione francese.

## Palmarès

### Giocatore

#### Club

##### Competizioni nazionali
- Campionato francese: 1

Bordeaux:1949-1950
- Campionato lussemburghese: 5

Stade Dudelange: 1938-1939, 1939-1940, 1944-1945, 1945-1946, 1946-1947
- Coppa del Lussemburgo: 2

Stade Dudelange: 1937-1938, 1938-1939

#### Individuale
- Capocannoniere del campionato francese di seconda divisione: 1

1948-1949 (41 reti)